# West Bromwich Albion Football Club 2024-2025
Questa voce raccoglie le informazioni riguardanti il West Bromwich Albion Football Club nelle competizioni ufficiali della stagione 2024-2025.

## Maglie e sponsor
| Casa | Trasferta | Terza divisa |

Sponsor ufficiale: Ideal Heating
Fornitore tecnico: Macron

## Rosa
Rosa, numerazione e ruoli, tratti dal sito ufficiale, sono aggiornati al 5 febbraio 2025.
| N. |                         | Ruolo | Calciatore             |
| -- | ----------------------- | ----- | ---------------------- |
| 2  | Inghilterra (bandiera)  | D     | Darnell Furlong        |
| 3  | Giamaica (bandiera)     | D     | Mason Holgate          |
| 4  | Ungheria (bandiera)     | C     | Callum Styles          |
| 5  | Inghilterra (bandiera)  | D     | Kyle Bartley           |
| 6  | Nigeria (bandiera)      | D     | Semi Ajayi             |
| 7  | Inghilterra (bandiera)  | A     | Jed Wallace (capitano) |
| 8  | Irlanda (bandiera)      | C     | Jayson Molumby         |
| 9  | Nigeria (bandiera)      | A     | Josh Maja              |
| 10 | Inghilterra (bandiera)  | C     | John Swift             |
| 11 | RD del Congo (bandiera) | A     | Grady Diangana         |
| 12 | Stati Uniti (bandiera)  | A     | Daryl Dike             |
| 14 | Norvegia (bandiera)     | D     | Torbjørn Heggem        |
| 17 | Mali (bandiera)         | C     | Ousmane Diakité        |

| N. |                             | Ruolo | Calciatore        |
| -- | --------------------------- | ----- | ----------------- |
| 18 | Inghilterra (bandiera)      | A     | Karlan Grant      |
| 19 | Inghilterra (bandiera)      | A     | Will Lankshear    |
| 20 | Inghilterra (bandiera)      | P     | Josh Griffiths    |
| 21 | Irlanda del Nord (bandiera) | C     | Isaac Price       |
| 22 | Irlanda (bandiera)          | A     | Mikey Johnston    |
| 23 | Inghilterra (bandiera)      | P     | Joe Wildsmith     |
| 24 | Italia (bandiera)           | D     | Gianluca Frabotta |
| 26 | Danimarca (bandiera)        | A     | Tammer Bany       |
| 27 | Inghilterra (bandiera)      | C     | Alex Mowatt       |
| 30 | Inghilterra (bandiera)      | P     | Ted Cann          |
| 31 | Inghilterra (bandiera)      | A     | Tom Fellows       |
| 32 | Inghilterra (bandiera)      | A     | Adam Armstrong    |
| 44 | Inghilterra (bandiera)      | A     | Devante Cole      |